# 아파치 마이페이스
아파치 마이페이스(Apache MyFaces)는 코어 구현체에 디플로이 가능한 JSF 구성요소의 일부 라이브러리들과 함께 오픈 소스 자바서버 페이스 구현체를 만들고 유지보수하는 아파치 소프트웨어 재단 프로젝트이다. 이 프로젝트는 다음과 같은 하위 프로젝트로 나뉜다:
- Core
- Portlet Bridge
- Tomahawk
- Trinidad
- Tobago
- Orchestra
- Extensions Validator
- CODI
- 기타